# Liste der Biografien/Graw
Liste der Biografien |
Portal Biografien |
Personensuche
# |
A |
B |
C |
D |
E |
F |
G |
H |
I |
J |
K |
L |
M |
N |
O |
P |
Q |
R |
S |
T |
U |
V |
W |
X |
Y |
Z |
?
 
Ga |
Gb |
Gc |
Gd |
Ge |
Gf |
Gh |
Gi |
Gj |
Gk |
Gl |
Gm |
Gn |
Go |
Gp |
Gq |
Gr |
Gs |
Gu |
Gv |
Gw |
Gy |
Gz
 
Gra |
Grb–Grd |
Gre |
Grg |
Gri |
Grj |
Grk |
Grl |
Grm |
Gro |
Grs |
Gru |
Gry |
Grz
 
Graa |
Grab |
Grac |
Grad |
Grae |
Graf |
Grag |
Grah |
Grai |
Graj |
Grak |
Gral |
Gram |
Gran |
Grao |
Grap |
Grar |
Gras |
Grat |
Grau |
Grav |
Graw |
Gray |
Graz
Die Liste der Biografien führt alle Personen auf, die in der deutschsprachigen Wikipedia einen Artikel haben. Dieses ist eine Teilliste mit 40 Einträgen von Personen, deren Namen mit den Buchstaben „Graw“ beginnt.

## Graw
- Graw, Ansgar (* 1961), deutscher Journalist
- Graw, Christian (* 1975), deutscher Jurist und Richter am Bundesfinanzhof
- Graw, Isabelle (* 1962), deutsche Kunstkritikerin und Professorin für Kunsttheorie
- Graw, Josef (1854–1929), deutscher Politiker (Zentrum), MdL
- Graw, Josef (1907–1986), deutscher Physiker
- Graw, Matthias (* 1960), deutscher Rechtsmediziner
- Graw, Peter (* 1950), deutscher Eishockeyspieler
- Graw, Theresia (* 1964), deutsche Schriftstellerin und Radiojournalistin

### Grawe
- Gräwe, Bernd (* 1948), deutscher Fußballspieler
- Grawe, Christian (* 1935), deutscher Germanist und Übersetzer
- Grawe, Dmitri Alexandrowitsch (1863–1939), russischer und ukrainischer Mathematiker
- Gräwe, Ernst (1914–1945), deutscher Soldat im Zweiten Weltkrieg
- Gräwe, Georg (* 1956), deutscher Jazz-Pianist und Komponist
- Grawe, Hubert (1938–2011), deutscher Informatiker
- Gräwe, Karl Dietrich (1937–2019), deutscher Dramaturg und Musikwissenschaftler
- Grawe, Klaus (1943–2005), deutscher Psychotherapeut, Psychotherapieforscher
- Gräwe, Lisanne (* 2003), deutsche FußballspielerinLisanne Gräwe (* 2003)

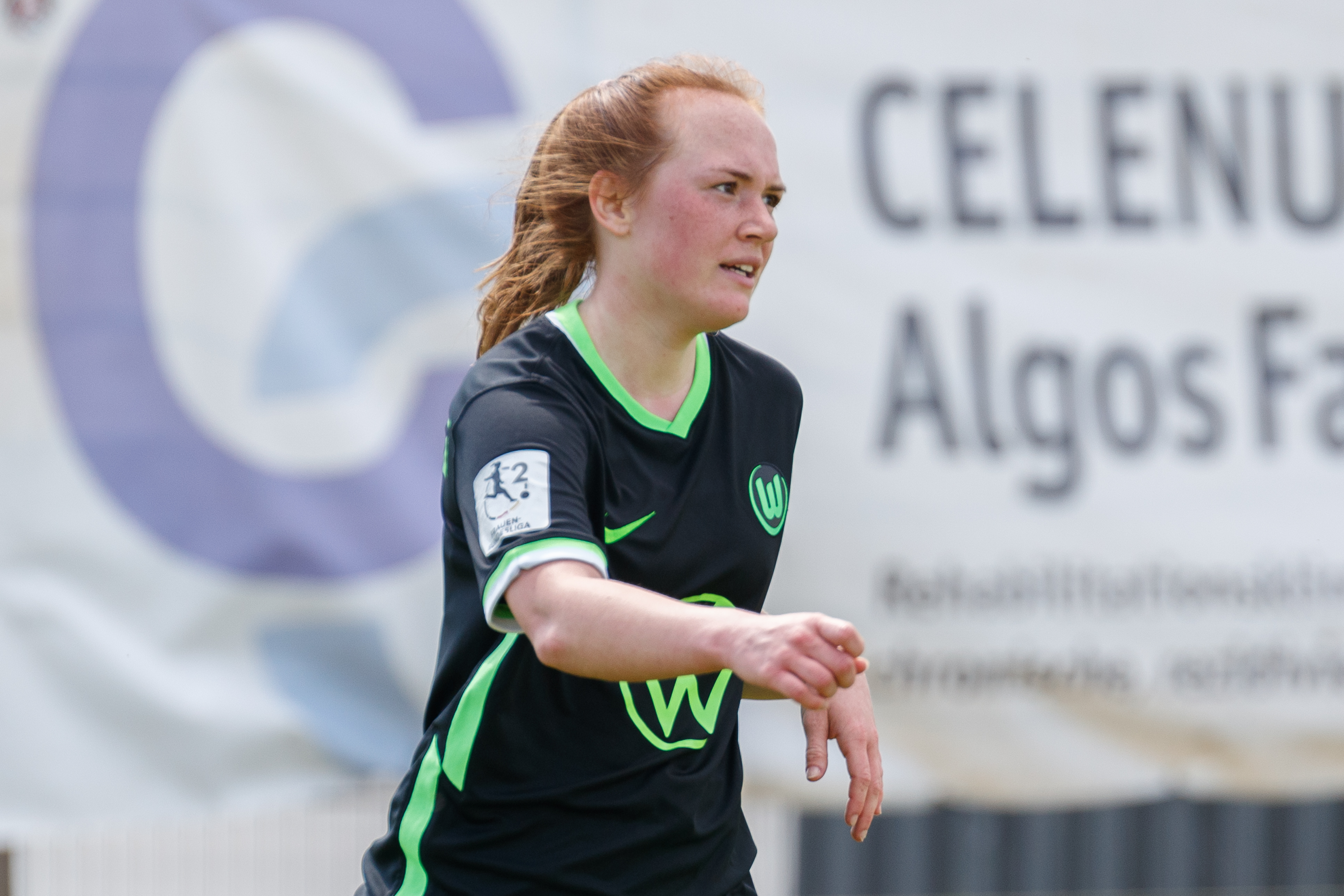
Lisanne Gräwe (* 2003)

- Grawein, Alexander (1850–1897), österreichischer Jurist, Dramatiker und Politiker
- Grawender, Nina (* 1987), schwedische Beachvolleyballspielerin
- Grawert, Dietrich von (1822–1889), preußischer Generalleutnant
- Grawert, Eduard (1808–1864), deutscher Maler
- Grawert, Fritz († 1449), Kaufmann und Zirkelherr in Lübeck
- Grawert, Fritz († 1476), Ratsherr der Hansestadt Lübeck
- Grawert, Fritz († 1538), Ratsherr der Hansestadt Lübeck und Befehlshaber auf der Lübecker Flotte
- Grawert, Gerald (1930–2005), deutscher theoretischer Physiker
- Grawert, Gideon von (1869–1941), deutscher Kolonialoffizier
- Grawert, Gottfried (1670–1724), sächsischer Generalmajor und Kartograf
- Gräwert, Günter (1930–1996), deutscher Schauspieler und Regisseur
- Grawert, Julius von (1746–1821), preußischer General der Infanterie
- Grawert, Olaf (* 1987), österreichischer Architekt, Autor, Kurator und Lehrender
- Grawert, Rolf (* 1936), deutscher Rechtswissenschaftler
- Grawert, Theodor (1858–1927), deutscher Musiker
- Grawert, Werner von (1867–1918), deutscher Kolonialoffizier
- Grawert-May, Erik von (* 1944), deutscher Wirtschaftswissenschaftler

### Grawi
- Grawi, Kurt (1887–1944), Opfer der nationalsozialistischen Verfolgung
- Grawitz, Ernst (1860–1911), deutscher Mediziner
- Grawitz, Ernst-Robert (1899–1945), deutscher Mediziner, Vorsitzender des DRK und Reichsarzt SSErnst-Robert Grawitz (1899–1945)

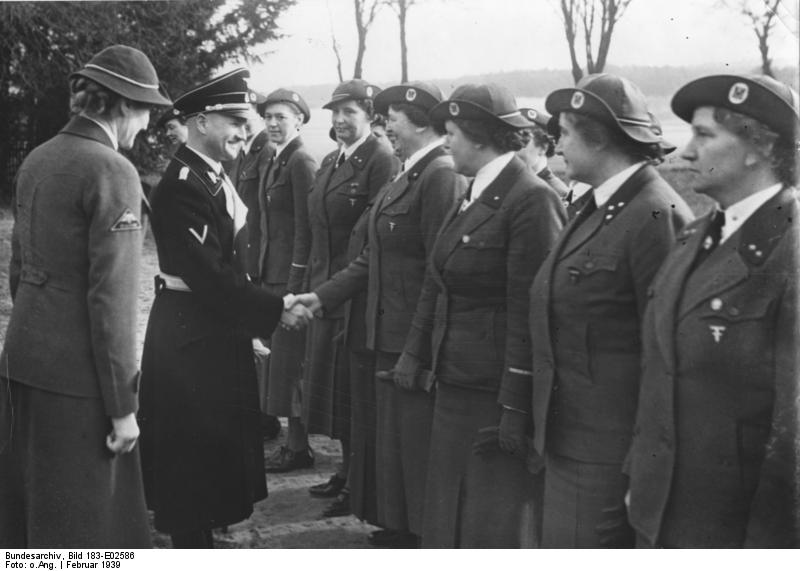
Ernst-Robert Grawitz (1899–1945)

- Grawitz, Paul (1850–1932), deutscher Mediziner

### Grawu
- Grawunder, Manfred (* 1952), deutscher Fußballspieler
- Grawunder, Sven (* 1971), deutscher Linguist und Phonetiker